# Microtragus browni
Microtragus browni là một loài bọ cánh cứng trong họ Cerambycidae.